# Operace Keelhaul
Operace Keelhaul (anglicky Operation Keelhaul) byla poválečná spojenecká operace probíhající po druhé světové válce, během níž byl značný počet uprchlíků, válečných zajatců a vojáků (zejména národností SSSR, ale i dalších) násilně repatriován ze západní Evropy zpět do Sovětského svazu, Jugoslávie a dalších států východního bloku. Mnozí z těchto navrácených osob čelili perzekuci, věznění nebo smrti, protože byli považováni za zrádce či kolaboranty. Operace se často prováděla proti vůli deportovaných a jedná se o kontroverzní krok západních Spojenců po druhé světové válce. Obecně je tento pojem používán jako zastřešující pro všechny operace tohoto druhu po druhé světové válce. 

## Vymezení operace
Podle ruských pramenů je chápána tato operace mnohem šířeji a jde obecně o vydávání všech osob do SSSR v posledních válečných a následně poválečných letech. Podle anglosaských pramenů skutečná operace Keelhaul byla poslední vynucenou repatriací z táborů v Bagnoli, Aversa, Pisa a Riccione. Na základě rozkazu byly osoby, které sloužily v německých ozbrojených silách vybrány k návratu do SSSR a to počínaje 14. srpnem 1946. Převoz měl kódové označení „East Wind“ a uskutečnil se v St. Valentin v Rakousku ve dnech 8. a 9. května 1947. Tato operace znamenala konec nucených repatriací do Sovětského svazu po druhé světové válce. Toto vydání probíhalo souběžně s operací Fling, která pomáhala sovětským přeběhlíkům uprchnout ze Sovětského svazu.

## Diplomatické pozadí
Samotné předávání vojenských dobrovolníků sloužících v německých ozbrojených složkách z řad občanů SSSR začalo již v roce 1944. Tito vojáci zajatí při obraně Atlantického valu po vylodění v Normandii, byli dopraveni přes Murmansk do SSSR, kde byli ihned uvěznění v táborech nucených prací nebo rovnou zastřeleni. Během spojenecké invaze v červnu 1944 britské a americké vojenské úřady odhadly, že jeden z deseti zajatých německých vojáků byl ve skutečnosti sovětským občanem. Americká vláda předávala zajaté Rusy do rukou britské vlády a ta na přání ministra zahraničí Anthony Edena rozhodla, že zajatci budou navráceni do SSSR i s použitím násilí. Edenův podrobný plán násilné repatriace byl formulován dříve, než Stalin nebo kterýkoli jiný sovětský představitel tuto otázku vznesl. Otázka ruských zajatců byla řešena během návštěvy Churchilla a Edena v Moskvě v říjnu 1944. Britský ministr zahraničí nabídl bezpodmínečný návrat všech ruských válečných zajatců. Na návrh Vjačeslava Molotova, že sovětští občané by měli být vráceni bez ohledu na jejich osobní přání, Eden odpověděl, že nemá námitek.
Američané zastávali názor, že všichni zajatci zajatí v německých uniformách byli považováni za chráněné ustanoveními Ženevské konvence. Žádný ruský válečný zajatec nemohl být vrácen silou. Tento postoj byl ale revidován podle Jaltské dohody spojenců v protihitlerovské koalici, kde převzaly smluvní strany povinnost vrátit vysídlené osoby do zemí jejich občanství. Dne 11. února 1945 byly uzavřeny bilaterální sovětsko-americké a sovětsko-britské dohody o vzájemné repatriaci sovětských, amerických a britských občanů. Podobná dohoda s Francií byla podepsána 26. června 1945. Francie však ve vydávání nebyla tak aktivní.
Dohoda o repatriaci se týkala všech vysídlených osob, které byly v roce 1939 občany Sovětského svazu, bez ohledu na jejich přání vrátit se do SSSR. Bělogvardějci a bílí emigranti, kteří nebyli občany SSSR, této dohodě nepodléhali. Ale v praxi byli vydáváni i někteří bývalí poddaní Ruské říše. Buď ti, kteří nikdy neměli sovětské občanství, nebo ti, kteří se ho vzdali ve prospěch cizího občanství, nebo ti, kteří se narodili v zahraničí. 
Z pohledu Velké Británie se jednalo o nezbytnou nutnost, aby nedošlo ke konfrontaci se SSSR. Pro USA znamenali sovětští uprchlíci zbytečné náklady a jejich návrat do SSSR pro americkou politiku nepředstavoval téma. Ze strany spojeneckého velitelství byl dán příkaz připravit dokumentaci o osobách podléhajících deportaci, vytvořit spojenecké repatriační orgány a zorganizovat součinnost se sovětskou stranou jako příjemcem repatriovaných. Výměnou za to sovětská vláda souhlasila s předáním několika tisíc západních spojeneckých válečných zajatců, které osvobodila z německých zajateckých táborů.
Vojenští zajatci z řad východních národů byli vydáváni do SSSR průběžně už v roce 1945, kdy jde zejména o vlasovce, kozáky a další příslušníky východních útvarů. Což se neobešlo bez použití tvrdého násilí včetně střelby do vojenských zajatců ze strany britských sil. Zvláště repatriace do Jugoslávie byly následovány masovým vyvražděním předaných osob ze strany jugoslávských komunistických bezpečnostních složek. Hlavní objem repatriací tak probíhal zejména v roce 1945. Systematická činnost repatriačních orgánů pro navrácení rusky mluvících osob pokračovala až do roku 1951. 
Americké úřady znepokojené odporem repatriovaných k návratu na konci roku 1945 stanovily, že navráceni násilím budou pouze ti, co nosili německý stejnokroj. Prakticky všichni, kdo do těchto kategorií spadali, byli buď již repatriováni, nebo uprchli, často s pomocí spojeneckých vojáků.

## Průběh repatriací

### Počet osob podléhajících reapatriaci
Po kapitulaci Německa se ve spojenecké okupační zóně a dalších západoevropských zemích nacházelo několik miliónů bývalých sovětských válečných zajatců, ostarbeiterů, uprchlíků nebo osob dobrovolně pobývajících. V případě uprchlíků se často jednalo o osoby, které prchaly před sovětskou vládou. Podle ruského historika Viktora Nikolajeviče Zemskova jich bylo ne méně než pět milionů. Podle Nikolaje Dimitrijeviče Tolstoj-Miloslavského, autora knihy Oběti Jalty, se nacházelo ve střední Evropě asi šest milionů sovětských občanů. Mezi civilisty byl poměr dobrovolně příchozích a násilně odvlečených jedna ku jedné. Počet lidí, kteří se odmítli vrátit, se podle různých odhadů pohyboval mezi 1,2 až 1,5 miliony lidí. Toto číslo nezahrnuje ty, kteří oficiálně neodmítli návrat, ale zároveň nepodnikli aktivní kroky k návratu zpět a nadále žili mimo SSSR.
Velmi malá část z celkového počtu toužila po co nejrychlejším návratu do SSSR. Těm nebylo bráněno v prvních dnech po skončení války v samostatném dosažení sovětské okupační zóny. Mezitím se americko-britská okupační správa potýkala s problémem organizovat živobytí tak velkého počtu lidí, kterým bylo nezbytné poskytnout bydlení, jídlo, sanitární a lékařskou péči. Takto vzniklý tlak na spotřebu zdrojů potom ospravedlňoval vydání jako zcela logickou a ekonomicky oprávněnou akci bez ohledu na aktuální politickou situaci tehdejších mezinárodních vztahů mezi velmocemi. Pro SSSR v podmínkách poválečné devastace také nebylo snadné nasytit a přesídlit takové množství lidí. Avšak díky ztrátám obyvatelstva ve válce byl zájem sovětských úřadů o navrácení lidí zpět velmi vysoký. Americké úřady s ohledem na sitauci tzv. DP (anglicky zkratka z displaced person, vysídlená osoba) se je snažily co nejrychleji předat do sovětské zóny. 
Ke dni 1. březnu 1946 bylo do SSSR repatriováno 4 199 488 lidí (ze všech zemí). Hlavní masa lidí byla navrácena v roce 1945. Většina repatriantů však v roce 1946 dorazila do SSSR v prvních dvou měsících roku. Z údajů vyplývá, že 97,5 % sovětských repatriantů dorazilo do SSSR mezi koncem roku 1944 a 1. březnem 1946. Od roku 1946 začal počet repatriantů klesat. Statistiky jsou následující:
| Rok  | Počet   |
| ---- | ------- |
| 1946 | 195 273 |
| 1947 | 30 346  |
| 1948 | 14 272  |
| 1949 | 6 542   |
| 1950 | 4 527   |
| 1951 | 2 297   |

Z celkového počtu repatriovaných osob téměř polovina šla do vězení nebo do táborů nucených prací, více než jedna pětina byla odvedena do sovětské armády a pouze jedné čtvrtině bylo dovoleno se vrátit domů nebo zůstat v emigraci. Přestože zvláštní oddělení pro repatriaci při Radě ministrů SSSR bylo zrušeno v roce 1953, ojedinělé repatriace pokračovaly až do konce roku 1954.

### Vydávání vojenských osob
Sovětší občané, kteří se dobrovolně přihlásili k jednotkám německé armády, Zbraní SS nebo Schutzmannschaftu byli repatriováni násilně. Mezi ně mimo jiné patřili příslušníci Kozáckého stanu včetně svých rodin, kteří byli transportováni ze západních okupačních zón Rakouska do sovětských. Mezi předanými byli také bílí emigranti, kteří nikdy nebyli sovětskými občany. Dva nebo tři tisíce bílých emigrantů, kteří byli držiteli cizích pasů nebo pasů Společnosti národů byli vydáni oblečeni v carských uniformách, kterými chtěli ukázat, že nejsou sovětskými občany. Předávání, zejména bojovně naladěných kozáků, se neobešlo bez násilí a vražd ze strany britských sil a následných sebevražd repatriantů. Příslušníci britské armády použili bajonety, pažby pušek a obušky nejen proti neozbrojeným kozákům, ale i proti ženám a dětem. Při této operaci zemřelo nejméně tisíc lidí. Celkově spojenci vrátili na sovětskou stranu asi 60 tisíc kozáků a uprchlíků. Stejně tak byla řešena otázka osob, které nikdy nebyly sovětskými občany nebo své občanství změnily. Sovětské úřady usilovaly o jejich plošné vydání a ze strany spojeneckých úřadů tomuto tlaku bylo vyhověno. Kromě toho byly v prosinci 1945 vydány zvláštní dekrety o otázkách repatriace dětí ruských emigrantů narozených v zahraničí do SSSR.

### Podmínky repatriace
Navracení do SSSR mohli převážet pouze příruční zavazadla, ačkoliv neexistovala žádná formální omezení týkající se hmotnosti přepravovaného nákladu. Hmotnost zavazadel byla omezena tím, co mohla dotyčná osoba unést. Transportní tábory, do kterých byly tyto osoby umisťovány, měly režim shodný s tábory GULAGu. Podobně vůči repatriovaným postupovala také americká armáda, která je mimo jiné umístila také do koncentračního tábora Dachau. V těchto táborech platil zákaz volného opuštění zóny, údajně v zájmu bezpečnosti, oplocení táborů ostnatým drátem a systém stráží. Tento fakt měl záporný vliv na ochotu k návratu u repatriovaných osob. Následně byly repatriované osoby v SSSR nejdříve umístěni do tzv. filtračních táborů. Ve filtračních a prověřovacích táborech probíhalo vyšetřování a zjišťování identity osob. Zadržení v těchto táborech museli nuceně pracovat v desetihodinové směně a mimo pracovní dobu probíhalo jejich prověřování. Přesný počet zastřelených, odsouzených do táborů nebo s odebranými občanskými právy vůči navráceným do svého bývalého bydliště bez odsouzení není znám. Navrátilci často museli vytrpět mnoho zkoušek a ponížení, aby se mohli vrátit do normálního života. Tato zkušenost se promítla do ironické parafráze sovětského hesla pro navrácené osoby "Vlast vás čeká!" na "Vlast vás čeká, bastardi!" (rusky Родина ждёт вас, сволочи!).
Vzhledem k značnému počtu osob, které odmítaly návrat do SSSR, vyslala sovětská repatriační komise zvláštní skupiny k zadržování a eskortování osob podléhajících vydání. Jejich taktika byla založena na lži, že v SSSR byla vyhlášena amnestie a nemusejí se obávat návratu. Předseda sovětské repatriační komise generálplukovník Golikov v září 1945 uvedl, že ze zemí mimo sovětskou okupační zónu bylo po skončení války posláno zpět do SSSR více než dva miliony lidí. V britské okupační zóně stejně jako v americké se volně pohybovali agenti SMĚRŠ, kteří unášeli nebo rovnou vraždili vytipované osoby. Díky tomu se americká a britská vláda stále více nacházely ve velmi obtížné pozici. Jednotliví vojáci odmítali plnit rozkazy a vzrůstaly obavy z reakce veřejnosti, a proto celá operace byla utajena po celá léta. Mezi vydávanými byl značný počet sebevražd nebo pokusů o ni v okamžiku, kdy se dozvěděli, že budou eskortováni do rukou sovětských úřadů. Časté byly také pokusy o útěk nebo hladovky. Sovětská strana se také potýkala s problémem, že samotní zaměstnanci repatriačních komisí se odmítali vrátit zpět. Proto byla samotná sovětská repatriační mise ve Frankfurtu nad Mohanem v americké okupační zóně podrobena proceduře nucené repatriace.

### Vydávání do Jugoslávie
Britská a americká vláda oficiálně po celou dobu udržovaly konzistentní politiku, že žádní jugoslávští občané, kteří se dostali do britských rukou, nebudou vráceni proti jejich vůli. Navzdory tomu byly tajně předány tisíce občanů.

### Repatriace na území USA
Operace probíhala především v Evropě, ale v souvislosti s ní probíhaly akce také na území USA. Zde asi 200 sovětských občanů bylo repatriováno ze zajateckých táborů v Fort Dix v New Jersey v polovině roku 1945, přestože jim byl dán slib, že vydáni nebudou. Zajatci kladli tak tvrdý odpor včetně poškození lodi, že je bylo nutné omámit barbituráty, aby mohli být převezeni do SSSR. Dokumenty o této akci jsou utajeny na neomezenou dobu. Tři svazky záznamů nazvané „Násilná repatriace vysídlených sovětských občanů — operace Keelhaul“ byly 18. září 1948 americkou armádou klasifikovány jako přísně tajné a nesly číslo tajného spisu 383.7-14.1.

### Výjimky z repatriací
Repatriaci se obecně vyhnuli ti, kteří dobrovolně vyjádřili přání spolupracovat s americkými nebo britskými zvláštními službami. I když ani to mnohdy nebyla záruka nevydání do SSSR, jak se o tom přesvědčila jedna z výrazných postav vlasovského hnutí generál Malyškin. Mnozí se vyhli vydání tak, že se vydávali za osoby pobývající na územích, která do 1. září 1939 nenáležela pod správu SSSR. Další osoby se skrývaly nebo volily útěk do jiných zemí. Nebyli také vydáváni vědci a také publicisté, kteří byli využíváni k protisovětské propagandě.
Do SSSR nebyli vydáni příslušníci 14. granátnické divize SS (1. ukrajinské) s právním odůvodněním, že Halič patřila k Polsku před zářím 1939. Důstojník odpovědný za prověřování válečných zločinců ve 14. divizi Fitzroy Maclean v rozhovoru v roce 1989 připustil, že „je celkem jasné, že mezi nimi byli váleční zločinci“, ale tvrdil, že v kontextu studené války byli takoví muži potřeba k boji proti Sovětskému svazu. Ke dni 23. března 1947 Spojené království poskytlo azyl celé 14. divizi SS, jejíž muži byli následně usazeni ve Spojeném království, Kanadě a Austrálii. Sovětská vláda protestovala proti tomuto rozhodnutí a uvedla, že většina mužů v divizi dříve sloužila v německých policejních jednotkách v Haliči a byla zapojena do páchání válečných zločinů. Na základě zprávy Pavlo Šandruka vydalo britské ministerstvo zahraničí prohlášení popírající zapojení 14. divize do válečných zločinů. Jeden z takových osudů představuje SS Sturmbannführer Jevgenij Pavlovič Poběguščij.  
Další výjimkou bylo Lichtenštejnsko, které sovětské občany odmítlo vydávat s odůvodněním, že jako neutrální stát se Jaltskou dohodou necítí být vázáno. Žádní uprchlíci, sovětští občané a ani jiné osoby nebyli posláni zpět do Ruska násilím. Tento postoj prohlásila lichtenštejnská vláda vůči sovětské delegaci, která se pokoušela její stanovisko změnit. Úsilí sovětské vlády tak bylo neúspěšné a nikdo nebyl nedobrovolně vydán.

## Soudní epilog

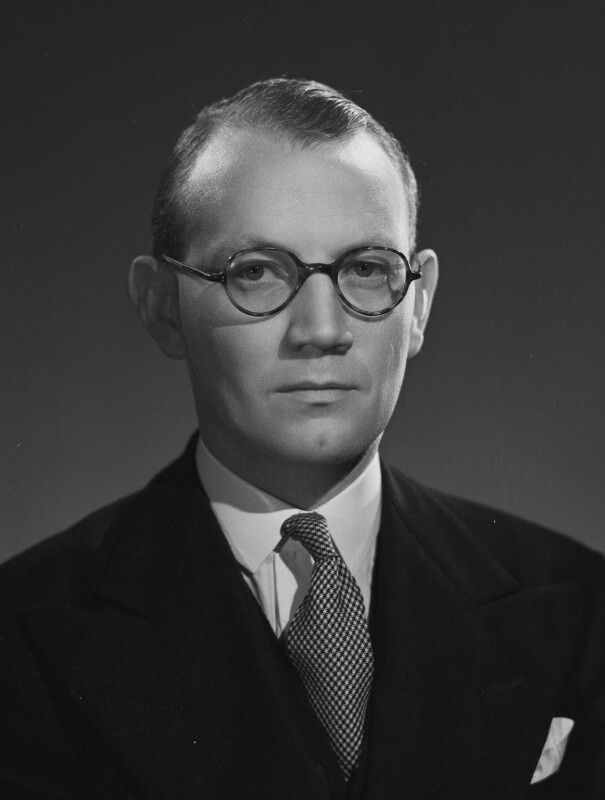
Toby Low

Autor knihy Oběti Jalty Nikolaj Dimitrijevič Tolstoj-Miloslavský ve své knize napsal, že vydání vojenských zajatců a jejich rodin násilím do SSSR byl čin porušující práva těchto lidí. Jejich vydání bylo v rozporu také se zákony platnými ve Velké Británii. Jako osobu zodpovědnou za tento zločin označil brigádního generála Tobyho Austina Richarda Williama Lowa, viz fotografie, a nazval jej válečným zločincem. Generál Low byl součástí britského štábu 5. armádního sboru v Klagenfurtu, kde dohlížel na předávání tisíců lidí Sovětům a Titovým partyzánům s vědomím, že tito lidé budou zabiti. Generál Low se bránil soudně a podal na Tolstoj-Miloslavského v 80. letech 20. století žalobu pro nactiutrhání. 
Při soudním jednání v procesu také vyšlo najevo, že Harold Macmillan, bývalý britský předseda vlády, byl zodpovědný za vydání celkem 70 000 válečných zajatců a uprchlíků. Hlavní svědek v procesu Nigel Nicolson, bývalý kapitán britské armády a pozdější politik, k tomu vypověděl, že dohlížel na repatriaci do Jugoslávie. Repatriovaným bylo sděleno, že je převáží do jiného britského tábora. Jakmile byly vagóny zamčeny, britští vojáci předali velení nad vlakem Titovým partyzánům, kteří pak tyto osoby postříleli.
Proces však pro Tolstoj-Miloslavského skončil prohrou a byl britským soudem odsouzen k zaplacení pokuty. V roce 2000 zaplatil 57 000 liber. Avšak Operace Keelhaul by se podle moderního pojetí mezinárodního humanitárního práva kvalifikovala jako válečný zločin, zejména pokud jde o civilisty předané do sovětských táborů, z nichž mnozí nikdy nebyli sovětskými občany a uprchli z Ruska před koncem ruské občanské války.